# Constantin Băbălău
Constantin Băbălău (n. 7 martie 1926, Capu Dealului, România) este un fost deputat român în legislatura 1996-2000, ales în județul Gorj pe listele partidului PRM.

## Biografie
Constantin Băbălău a studiat la Institutul de Mine Petroșani și la Academia de Științe Social-Politice Ștefan Gheorghiu. Constantin Băbălău a fost membru de partid comunist din 1946; instructor al Direcției Economice a C.C. al P.M.R.(1954–23 nov. 1959); secretar al Comitetului regional de partid Craiova (din 23 nov. 1959); membru al biroului Comitetului regional de partid Oltenia (din 25 mai 1965); membru al Consiliului Suprem al Dezvoltării Economice și Sociale; vicepreședinte al Comitetului de Stat al Planificãrii (8 oct.1965–1968); prim-secretar al Comitetului județean de partid și președinte al Comitetului executiv al Consiliului popular al județului Dolj pânã la 11 dec. 1972); ministrul Energiei Electrice (18 dec. 1972–26 oct. 1974); secretar pentru probleme economice al Comitetului județean de partid Prahova (1974–1975); adjunct de șef de secție la C.C. al P.C.R. (1975); prim-secretar al Comitetului județean de partid și președinte al Comitetului executiv al Consiliului popular al județului Gorj (nov.1976–25 ian. 1977); ministrul Minelor, Petrolului și Geologiei (27 ian.-15 dec. 1977); vicepreședinte al Comitetului executiv al Consiliului popular al județului Prahova (din 28 mart. 1978); secretar pentru probleme economice al Comitetului județean de partid Prahova (1979); ambasador extraordinar și plenipotențiar al R.S.R. în Mexic (6 iun.1980–13 apr. 1988). Deputat în Marea Adunare Națională, ales în circ. elect. nr. 9 Corod, jud. Galați (1975–1980); secretar al M.A.N. (22 mart. 1975–9 iul. 1977). Constantin Băbălău a fost membru supleant al C.C. al P.C.R. (23 iul. 1965–12 aug. 1969); membru al C.C. al P.C.R. (12 aug. 1969–23 nov. 1979); membru supleant al Comitetului Executiv al C.C. al P.C.R. (11 febr. 1971–28 nov. 1974).

## Distincții
- Ordinul Muncii clasa a III-a (30 decembrie 1957) „cu ocazia celei de a zecea aniversări a proclamării Republicii Populare Romîne și pentru merite deosebite în îndeplinirea sarcinilor date de Partidul Muncitoresc Romîn, pentru merite deosebite pe tărîmul construcției de stat, economice, sociale, culturale și obștești”[2]
- Medalia „40 de ani de la înființarea Partidului Comunist din Romînia” (6 mai 1961) „pentru merite în activitatea de partid și întărirea regimului democrat-popular”[3]
- Ordinul „Steaua Republicii Populare Romîne” clasa a IV-a (4 aprilie 1962) „pentru merite deosebite în munca de colectivizare a agriculturii și întărirea economico-organizatorică a gospodăriilor agricole colective”[4]
- Ordinul „Tudor Vladimirescu” clasa a V-a (30 aprilie 1966) „cu prilejul celei de-a 45-a aniversări de la înființarea Partidului Partidului Comunist din România, pentru merite deosebite în opera de construire a socialismului”[5]
- Ordinul „Steaua Republicii Socialiste România” clasa a II-a (4 mai 1971) „cu prilejul aniversării a 50 de ani de la constituirea Partidului Comunist Român, [...] pentru merite deosebite în opera de construire a socialismului”[6]
- Medalia „25 de ani de la proclamarea Republicii” (26 decembrie 1972) „pentru merite deosebite în opera de construire a socialismului, cu prilejul aniversării a 25 de ani de la proclamarea Republicii”[7]

- „Ordinul Muncii“ clasa a II-a (1968); Ordinul „23 August“ clasa a IV-a (1964).[8]

## Vezi și
- Lista membrilor Comitetului Central al Partidului Comunist Român